# Œ
Œ (minuskule œ) je speciální znak latinky. Jedná se o ligaturu (spojení) písmen O a E. Používá se v latině, francouzštině, staroangličtině a staré severštině. Dále se používá v jazycích používaných v Kamerunu, konkrétně v jazycích kom, koonzime, guemzek, mbuko a merey. V Unicode má majuskulní tvar kód U+0152 a minuskulní U+0153.